# Pinscher
Il Pinscher è una razza canina di origine tedesca riconosciuta dalla FCI (Standard N. 184, Gruppo 2, Sezione 1).
La data di nascita della razza pinscher è abbastanza recente. La prima registrazione nei Libri Origini risale al 1879 per il pinscher medio ed al 1900 per lo zwergpinscher (o "pinscher nano"). Ha una potenza mascellare superiore a quella dell'uomo, come tutti i cani, di ben 78 kg.

## Descrizione

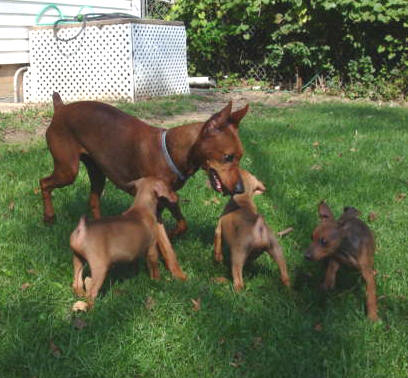
Pinscher coi propri cuccioli

Il pinscher, di costituzione compatta, possiede un dorso leggermente scosceso e un tronco non molto largo e la sua lunghezza è circa pari a quella dell'altezza al garrese. La testa è di forma allungata e la sua lunghezza totale è in rapporto di 1:2 circa con la larghezza, mentre il muso è appuntito. Nello standard internazionale i colori sono il rosso cervo e nero focato; il pelo invece, sempre liscio e preferibilmente lucido, è di uguale lunghezza in tutto il corpo (corto e fitto). La colorazione degli occhi è variabile in proporzione alla tonalità dei soggetti focati, più scura in quelli con focature scure. Il tartufo è rosso-marrone negli esemplari rosso cervo, nero nei nero-focati, più grande in proporzione alla dimensione della testa, ed ha la forma di un cuore. Le unghie, di colore nero, sono decisamente lunghe e forti. I cuscinetti dei piedi sono ovali e spessi. La coda, con attaccatura alta, viene spesso amputata per ragioni estetiche all'altezza della terza vertebra (pratica vietata in Italia). Può vivere fino a 20 anni. Ammessi negli standard anche gli esemplari con le pupille degli occhi rosse (quelli con focature più chiare).

## Carattere

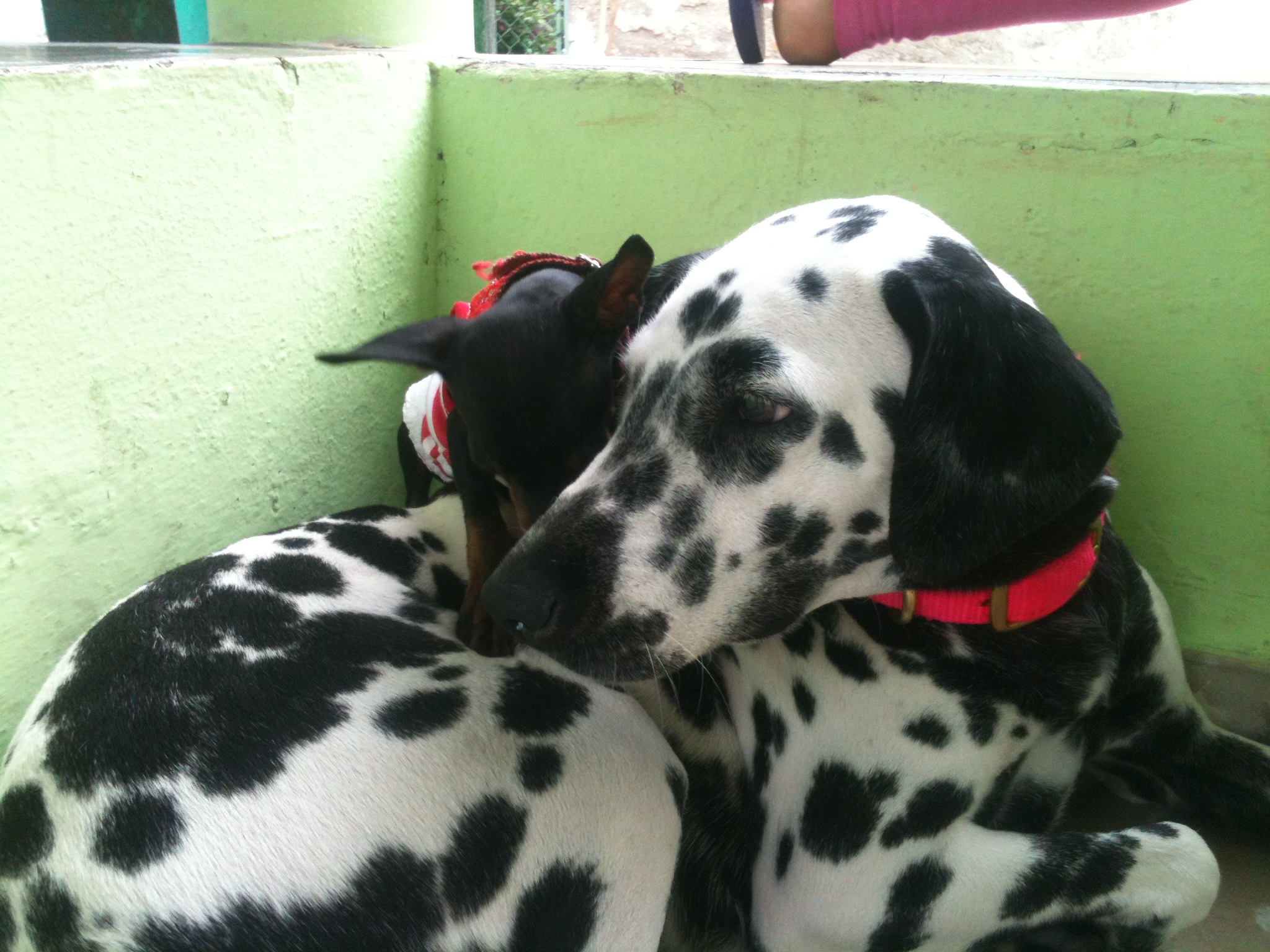
Pinscher in compagnia di un dalmata

Nonostante sia piccolo di statura, ha un carattere molto fiero, energico e vitale; ama il gioco e i bambini. È un ottimo cane da guardia, in quanto è molto attento. L'intelligenza è la sua caratteristica principale, è molto sveglio e molto fedele al suo padrone. È anche molto affettuoso e freddoloso.

## Cure

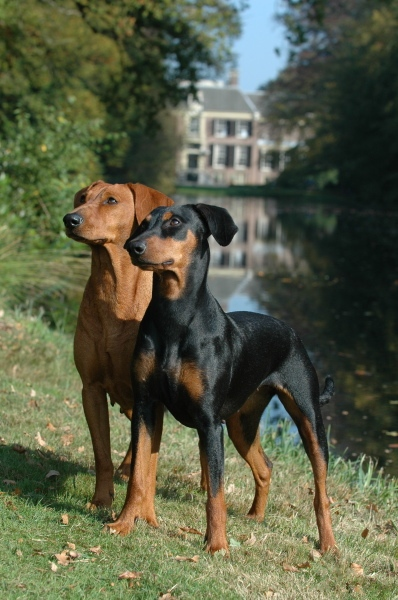
Due pinscher, nero e fulvo

Come quasi ogni cane domestico teme il caldo a cominciare dai 25°. Essendo dotato di ghiandole sudoripare unicamente nel naso e fra i cuscinetti delle zampe, già a questa temperatura può ricevere danni permanenti. L'esposizione diretta al Sole sarebbe da evitare in quanto il folto mantello, anche se a pelo corto, è progettato per resistere alle gelate invernali ma non permette la dispersione diretta del calore attraverso la pelle. Il pelo corto non necessita di molte cure.

## Storia della razza

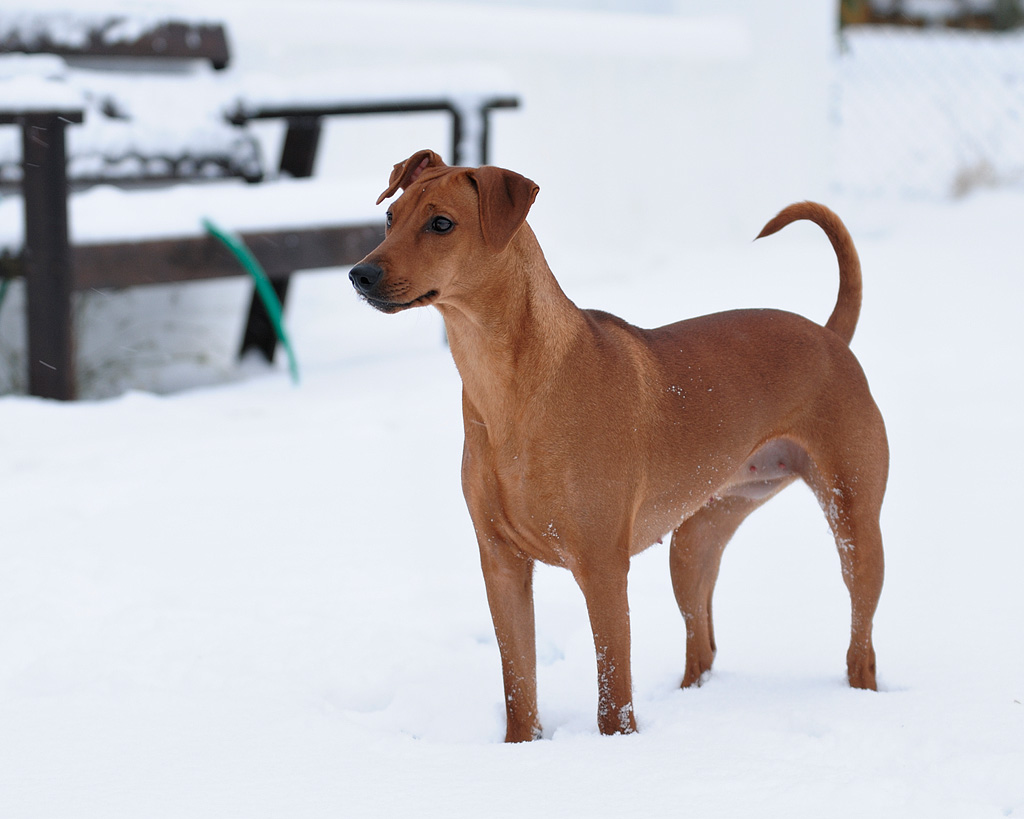
Pinscher femmina

La nascita della razza del Pinscher è piuttosto recente se si considera che la sua registrazione ufficiale risale solamente al 1879, tuttavia, la sua storia ha origini molto più antiche.
Alcuni reperti archeologici ritrovati nelle vicinanze dei laghi di Bienne e Costanza, testimoniano il ritrovamento di crani, riconducibili all’epoca delle palafitte, che confermano l’esistenza di cani molto simili ai Pinscher odierni. 
Abile nello stanare topi e talpe, era un cane particolarmente adatto per la salvaguardia dei giardini e delle coltivazioni. Erano, per questo, dei cani tipicamente appartenenti a contadini. 
Non essendo ritenuti degni di gran nota, non esistono testimonianze scritte dell’epoca. 
Nei tempi antichi, in Germania, il Pinscher veniva utilizzato durante le battute di caccia grazie alle capacità di velocità che era in grado di offrire. Come cane da lavoro i Pinscher tedeschi erano noti per la loro caccia ai parassiti e per le loro capacità istintive di proteggere la casa e la famiglia.
Per molti secoli, il destino dei Pinscher fu legato ai veicoli ippotrainati. Il cane, animale obbediente ed estremamente attivo, era il principale rimedio per combattere la presenza dei ratti, anche i più grandi, nelle stalle. Particolarmente indicato, per le sue dimensioni, ad introdursi anche nei posti più piccoli e grazie alla sua agilità, il Pinscher si rivelò il più qualificato. È certo, inoltre, che venissero frequentemente adottati dai conducenti di carrozze, perché tenessero loro compagnia durante le lunghe ore di strada e perché sorvegliassero i loro effetti personali e il carico durante le soste.
Testimonianze iconografiche
Una valida testimonianza iconografica può essere ammirata nella Cappella Sistina nell’affresco «Prove di Mosè» il celebre pittore fiorentino Sandro Botticelli ha infatti immortalato un cane dalle fattezze molto simili a quelle del Pinscher.
Registrazione della razza
La comparsa ufficiale della razza Pinscher è avvenuta nel 1879. Il 3 Marzo 1895, nella città di Colonia, Joseph Berta fondò il German Pinscher-Schnauzer Klub. La registrazione del primo Pinscher nano al Libro delle Origini tedesco è del 1900, in occasione dell’esposizione di Stoccarda.
Oggi è presente in due varietà principali, distinguibili in base alla taglia: media oppure nana, nel secondo caso si parla di Pinscher Toy.
Origine del nome
Per quanto riguarda l’analisi del nome e la sua origine, vi sono delle controversie.
C’è chi ritiene che il nome derivi dall’inglese “to pinch”, chi invece faccia riferimento al tedesco “picken”. In entrambi i casi tuttavia, il significato è quello di pizzicare e beccare, con molta probabilità i termini si riferiscono alla particolare modalità con cui questa razza tende a mordere. 
Occorre poi considerare anche un’altra possibile origine, gli austriaci ritengono infatti che il nome della razza possa derivare dalla località alpina Pinzgau, ad indicare l’antica provenienza originaria del cane. Tuttavia, in merito a questa eventuale origine austriaca vi sono numerosi pareri contrari, primo fra tutti quello della Federazione Cinofila Internazionale, che attribuisce la paternità del Pinscher alla Germania.